# Ischnus laevifrons
Ischnus laevifrons là một loài tò vò trong họ Ichneumonidae.